# Marphysa amadae
Marphysa amadae är en ringmaskart som beskrevs av Fauchald 1977. Marphysa amadae ingår i släktet Marphysa och familjen Eunicidae. Inga underarter finns listade i Catalogue of Life.